# Mariano Cosuenda
Mariano Cosuenda (Mozota, (Zaragoza), 10 de junio de 1737 - Tarazona, 1801), fue un compositor español cuya actividad musical se desarrolló en Aragón fundamentalmente dedicado a la obra para teclado, tanto como organista de la catedral de Tarazona como por sus piezas para clave, influidas por el estilo de Domenico Scarlatti.

## Biografía
Mariano Cosuenda se educó musicalmente en la colegiata de los Corporales de Daroca como infante del coro. Más adelante, desde 1756 continuó como tenor y también como organista, en las ocasiones en que había de suplir al maestro titular.
En 1761 opositó a la plaza de organista de la catedral de Valencia sin éxito, pero tres años más tarde obtiene el cargo de maestro organista de la catedral de Tarazona, que desempeñó hasta su muerte.
Desde 1765 inició el trámite para ordenarse como presbítero que culminará en 1768. Sabemos de la existencia en la catedral turiasonense de un clavicémbalo por una noticia del propio Cosuenda de 1779 en la que manda arreglar la espineta y el clave.
De su obra conservamos seis sonatas para clavecín que han sido editadas por Jesús Gonzalo López en Zaragoza (1979). Son de estilo scarlattiano y se aprecia en ellas un solvente uso de la armonía, la tonalidad y la modulación, con la que se explora la totalidad de la tesitura del instrumento.
En la estructura de estas sonatas para clave alternan pasajes de diversa concepción y expresión, en los que destaca la fantasía en la invención del compositor; unas son enérgicas y otras suponen remansos melódicos que se acompañan de acordes. En cuanto a la técnica, las sonatas requieren en su interpretación de un consumado virtuosismo en la ejecución. Es característico de la sonata de Mariano Cosuenda un inicio rotundo, pleno de sonoridad y que evoca los ataques del forte orquestal.